# Ottavio I Gonzaga

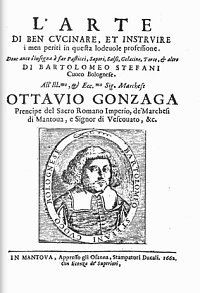
Frontespizio del volume L'arte di ben cucinare di Bartolomeo Stefani, dedicato ad Ottavio Gonzaga

Ottavio I Gonzaga (15 maggio 1622 – 12 settembre 1663) è stato un nobile e militare italiano.

## Biografia
Era figlio del principe Pirro Maria Gonzaga, dei Gonzaga di Vescovato e di Francesca Gonzaga.
Fu nominato generale dell'esercito gonzaghesco e ottenne la carica di Governatore del Monferrato sino al 1633. In qualità di ambasciatore del duca di Mantova Carlo II di Gonzaga Nevers nel 1649 incontrò Maria Anna d'Asburgo, futura regina di Spagna.

## Discendenza
Ottavio sposò il 1º maggio 1644 Eleonora Pio di Savoia (1630-1690) ed ebbero sette figli:
- Pirro Maria (1646-1707),  ministro di Consiglio e ministro di Gabinetto nel I Governo ducale di Giuseppe da Varano. Vendette il feudo di Fontanetto alla Casa Savoia agli inizi del Settecento.[3]
- Beatrice (15 aprile 1648-?), sposò il 16 settembre 1663 il conte Sigismondo Ponzoni di Cremona
- Teresa (1649-26 aprile 1656)
- Luigi (14 febbraio 1652-31 gennaio 1728), militare con il grado di tenente colonnello nell'esercito imperiale
- Ascanio (1654-1728), militare e arcivescovo di Colossi
- Casimira (13 marzo 1656-12 agosto 1719), suor Ottavia Eleonora in S. Giovanni a Mantova dal 19 aprile 1672
- Guido Alfonso (27 maggio 1658-1679)

## Ascendenza
|                                   |                            |                                     | Genitori                                      |  |  | Nonni |  |  | Bisnonni                                     |  |  | Trisnonni                                  |  |
|                                   |                            |                                     |                                               |  |  |       |  |  | Sigismondo II Gonzaga, marchese di Vescovato |  |  | Sigismondo I Gonzaga, signore di Vescovato |  |
|                                   |                            |                                     |                                               |  |  |       |  |  | Sigismondo II Gonzaga, marchese di Vescovato |  |  | Sigismondo I Gonzaga, signore di Vescovato |  |
|                                   |                            | Antonia Pallavicini                 |                                               |  |  |       |  |  | Sigismondo II Gonzaga, marchese di Vescovato |  |  |                                            |  |
| Guido Sforza Gonzaga di Vescovato |                            |                                     |                                               |  |  |       |  |  | Sigismondo II Gonzaga, marchese di Vescovato |  |  |                                            |  |
|                                   |                            | Lavinia Rangoni                     | Guido II Rangoni, conte di Castelcrescente    |  |  |       |  |  |                                              |  |  |                                            |  |
|                                   |                            | Lavinia Rangoni                     | Guido II Rangoni, conte di Castelcrescente    |  |  |       |  |  |                                              |  |  |                                            |  |
|                                   |                            | Lavinia Rangoni                     | Argentina Pallavicina                         |  |  |       |  |  |                                              |  |  |                                            |  |
| Pirro Maria Gonzaga di Vescovato  |                            | Lavinia Rangoni                     |                                               |  |  |       |  |  |                                              |  |  |                                            |  |
|                                   |                            | Pietro Campiglia                    | …                                             |  |  |       |  |  |                                              |  |  |                                            |  |
|                                   |                            | Pietro Campiglia                    | …                                             |  |  |       |  |  |                                              |  |  |                                            |  |
|                                   |                            | Pietro Campiglia                    | …                                             |  |  |       |  |  |                                              |  |  |                                            |  |
| Elena Campiglia                   |                            | Pietro Campiglia                    |                                               |  |  |       |  |  |                                              |  |  |                                            |  |
|                                   |                            | …                                   | …                                             |  |  |       |  |  |                                              |  |  |                                            |  |
|                                   |                            | …                                   | …                                             |  |  |       |  |  |                                              |  |  |                                            |  |
|                                   |                            | …                                   | …                                             |  |  |       |  |  |                                              |  |  |                                            |  |
| Ottavio I Gonzaga di Vescovato    |                            | …                                   |                                               |  |  |       |  |  |                                              |  |  |                                            |  |
|                                   | Luigi Gonzaga di Palazzolo | Silvio Gonzaga di Palazzolo         |                                               |  |  |       |  |  |                                              |  |  |                                            |  |
|                                   | Luigi Gonzaga di Palazzolo | Silvio Gonzaga di Palazzolo         |                                               |  |  |       |  |  |                                              |  |  |                                            |  |
|                                   | Luigi Gonzaga di Palazzolo | Francesca Gonzaga di Novellara      |                                               |  |  |       |  |  |                                              |  |  |                                            |  |
| Luigi Gonzaga di Palazzolo        | Luigi Gonzaga di Palazzolo |                                     |                                               |  |  |       |  |  |                                              |  |  |                                            |  |
|                                   |                            | Felicita Guerrieri Gonzaga          | Tullo Guerrieri Gonzaga, marchese di Mombello |  |  |       |  |  |                                              |  |  |                                            |  |
|                                   |                            | Felicita Guerrieri Gonzaga          | Tullo Guerrieri Gonzaga, marchese di Mombello |  |  |       |  |  |                                              |  |  |                                            |  |
|                                   |                            | Felicita Guerrieri Gonzaga          | Giulia Brembati                               |  |  |       |  |  |                                              |  |  |                                            |  |
| Francesca Gonzaga di Palazzolo    |                            | Felicita Guerrieri Gonzaga          |                                               |  |  |       |  |  |                                              |  |  |                                            |  |
|                                   |                            | Cesare Pepoli, conte di Castiglione | Fabio Pepoli, conte di Castiglione            |  |  |       |  |  |                                              |  |  |                                            |  |
|                                   |                            | Cesare Pepoli, conte di Castiglione | Fabio Pepoli, conte di Castiglione            |  |  |       |  |  |                                              |  |  |                                            |  |
|                                   |                            | Cesare Pepoli, conte di Castiglione | Isabella Manfrone                             |  |  |       |  |  |                                              |  |  |                                            |  |
| Vittoria Pepoli                   |                            | Cesare Pepoli, conte di Castiglione |                                               |  |  |       |  |  |                                              |  |  |                                            |  |
|                                   |                            | Giulia Bentivoglio                  | Ippolito I Bentivoglio, marchese di Gualtieri |  |  |       |  |  |                                              |  |  |                                            |  |
|                                   |                            | Giulia Bentivoglio                  | Ippolito I Bentivoglio, marchese di Gualtieri |  |  |       |  |  |                                              |  |  |                                            |  |
|                                   |                            | Giulia Bentivoglio                  | Leonarda d'Este                               |  |  |       |  |  |                                              |  |  |                                            |  |
|                                   |                            | Giulia Bentivoglio                  |                                               |  |  |       |  |  |                                              |  |  |                                            |  |